# (26738) Lishizhen
(26738) Lishizhen est un astéroïde de la ceinture principale.

## Description
(26738) Lishizhen est un astéroïde de la ceinture principale. Il fut découvert le 28 avril 2001 à l'observatoire Desert Beaver par William Kwong Yu Yeung. Il présente une orbite caractérisée par un demi-grand axe de 2,21 UA, une excentricité de 0,17 et une inclinaison de 7,1° par rapport à l'écliptique.

## Compléments